# Li Sixun

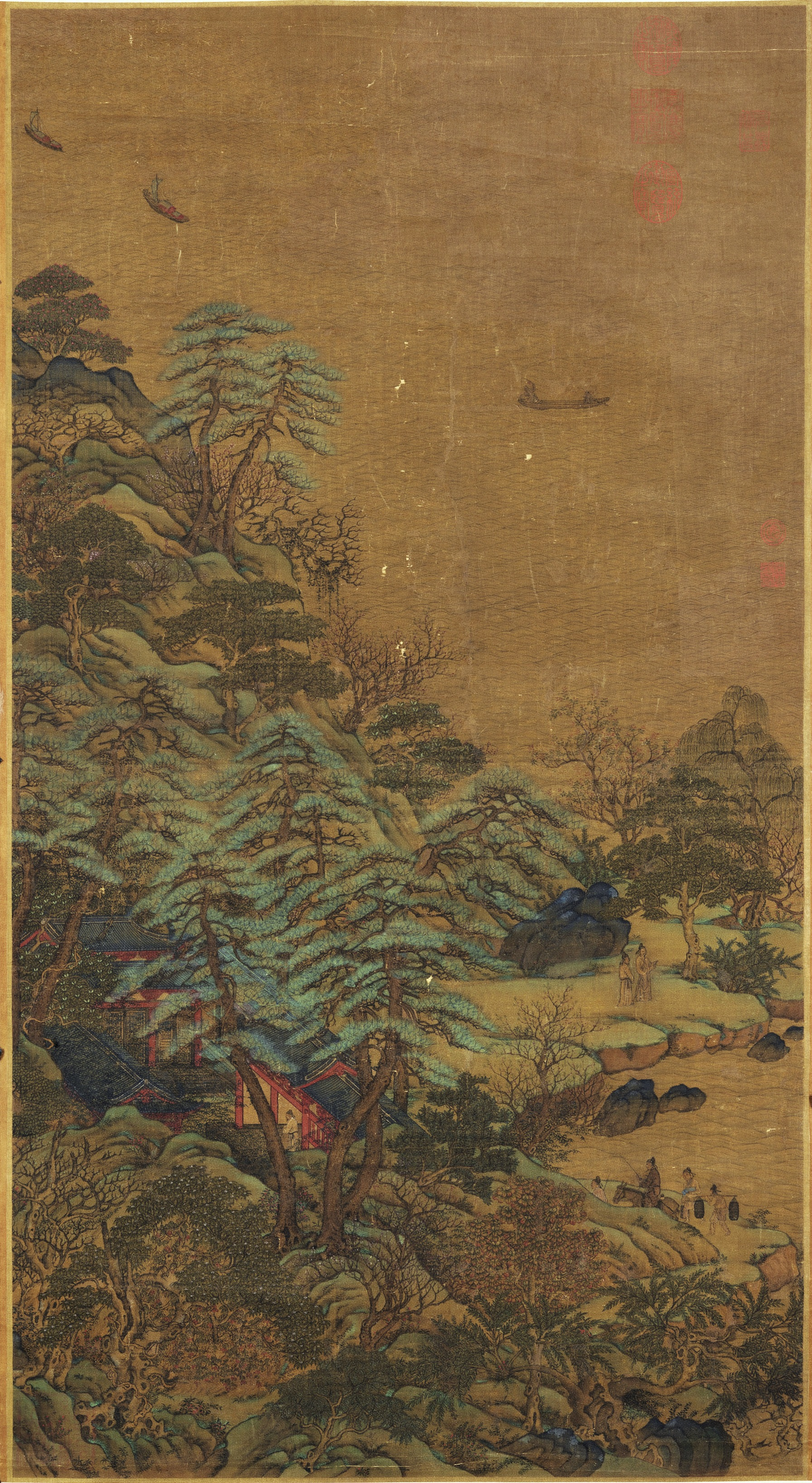
Rivierboten en paleizen aan de kust (kopie), collectie Nationaal Paleismuseum

Li Sixun (李思訓; 653–718) was een Chinees kunstschilder en generaal uit de periode van de Tang-dynastie. Hij wordt bezien als de grondlegger van de decoratief gekleurde landschapsstijl die zo kenmerkend was voor zijn periode.

## Biografie
Li Sixun was een nauwe verwant van de keizerlijke Tang-familie. Hij was een hofschilder, maar speelde ook een actieve rol in de politiek. Zo klom Li op tot de rang van generaal. Zijn zoon Li Zhaodao (李昭道) was ook een beroemde kunstschilder. Latere generaties duidden vader en zoon ook wel aan als de 'Grote Generaal Li' en de 'Kleine Generaal Li'.

## Werken
Li Sixun en zijn zoon zijn vooral bekend om hun gedetailleerde en uitbundig gekleurde shan shui-landschappen. Ze stonden in hun tijd allebei bekend om hun decoratieve en nauwgezette manier van schilderen. Hun precieze lijntechniek vertoonde de invloeden van vroege meesters als Gu Kaizhi (ca. 344–406) en Zhan Ziqian (ca. 550–604). Door het veelvuldige gebruik van blauwe en groene verf, vaak aangevuld met wit en goud, kwam hun stijl bekend te staan als 'blauwgroene landschappen' (青綠山水). Van beide kunstenaars zijn geen oorspronkelijke werken bewaard gebleven.
Volgens Dong Qichang (1555–1636) brachten Li Sixun en zijn volgelingen een stilistische scheiding teweeg in de Chinese schilderkunst. Zij legden de basis voor de perfectionistische Noordelijke School van de hofschilders. Daar tegenover stond de expressieve Zuidelijke School van onafhankelijke literati, waarvan Wang Wei (699–759) als de geestelijke vader wordt beschouwd.
- International Standard Name Identifier: 0000 0000 6362 5762
- Library of Congress Control Number: n85012200
- Trove: 1347656
- Virtual International Authority File: 38334622
- WorldCat: E39PBJk4yJCmFMdHFhk7GmqJDq